# Рисаєво (Учалинський район)
Риса́єво (рос. Рысаево, башк. Рысай) — село у складі Учалинського району Башкортостану, Росія. Входить до складу Ільчинської сільської ради.
Населення — 563 особи (2010; 610 в 2002).
Національний склад:
- башкири — 96%